# オリエントスピード
オリエントスピードとはISCC（いすゞスポーツカークラブ）の関西地区メンバー有志により設立された企業。主な業務はいすゞ製乗用車の競技用パーツ、ドレスアップパーツの開発、チューニング業務、コンプリートカー販売及びレースイベントへの参加など。またいすゞ純正のラリー・レース競技用パーツISP（Isuzu Sport Part）の販売も行っていた。
杉並のいすゞアンテナショップ、グリップス内に店舗を構えていたが、グリップスの閉店と同時に郊外へ移転、その後、いすゞが乗用車事業から撤退したのと時を同じくして営業を終了した。

## 主な製品
- 初代ジェミニ(PF50/60）用FRPフロントスポイラー、FRPボンネット、各種エンジン、サスパーツなど。
- 初代ピアッツァ(JR120/130)用ドアミラー、FRPボンネット、IDOSリアスポイラー、アルミホイール、ターボキットなど。
- 初代アスカ(JJ120)用インタークーラーキット、IDOSフルエアロキット、アルミホイール、各種エンジン、マフラー、サスパーツなど。
- 初代FFジェミニ(JT150/190)用マフラー、ストラットタワーバー、スピードメーター、アルミホイール、YRフルエアロキット、マフラー、各種エンジン、サスパーツなど。
- 二代目FFジェミニ(JT191)用フルエアロキット、マフラー、各種エンジン、サスパーツなど。

## コンプリートカー
ASKA TC2000
アスカLSターボをベースにアスカディーゼルターボ用インタークーラーの移植をメインに、エンジン、足回りをファインチューニング。 エクステリアはいすゞが東京モーターショーに出品したアスカのショーモデルに使用されたフルエアロパーツ(IDOSキット)を装着し、日本初のコンプリートチューンドカーとして発売。全国のいすゞ販売店で購入できた。
FFジェミニ (JT150)H/O
オリエントスピードが企画した女性レーサーによるFITレディースカップレース用としてJT150 4ドア車をベースに製作されたワンメイクレース用車両のノウハウを生かしエンジンフルバランス取り等を行ったコンプリートカー。
FFジェミニ (JT190）yRバージョン
ジェミニイルムシャーまたはハンドリングバイロータスをベースにレーシングカーデザイナー、由良拓也デザインによるフルエアロキットを装着したモデル。限定生産車としていすゞ販売店より購入できた。

## レーシングカー
ピアッツァ シルエットフォーミュラ
当時のグループ5規格にて製作されたJR120ベースのレーシングカー。エンジンはG200にキャブレターを装着したもので、ターボなどの過給器を有しないNA仕様。ピアッツァのオリジナルデザインを損なわないスタイリッシュなレーシングカーだった。国内の耐久レースを中心に参戦した。